# Кортикостероиды

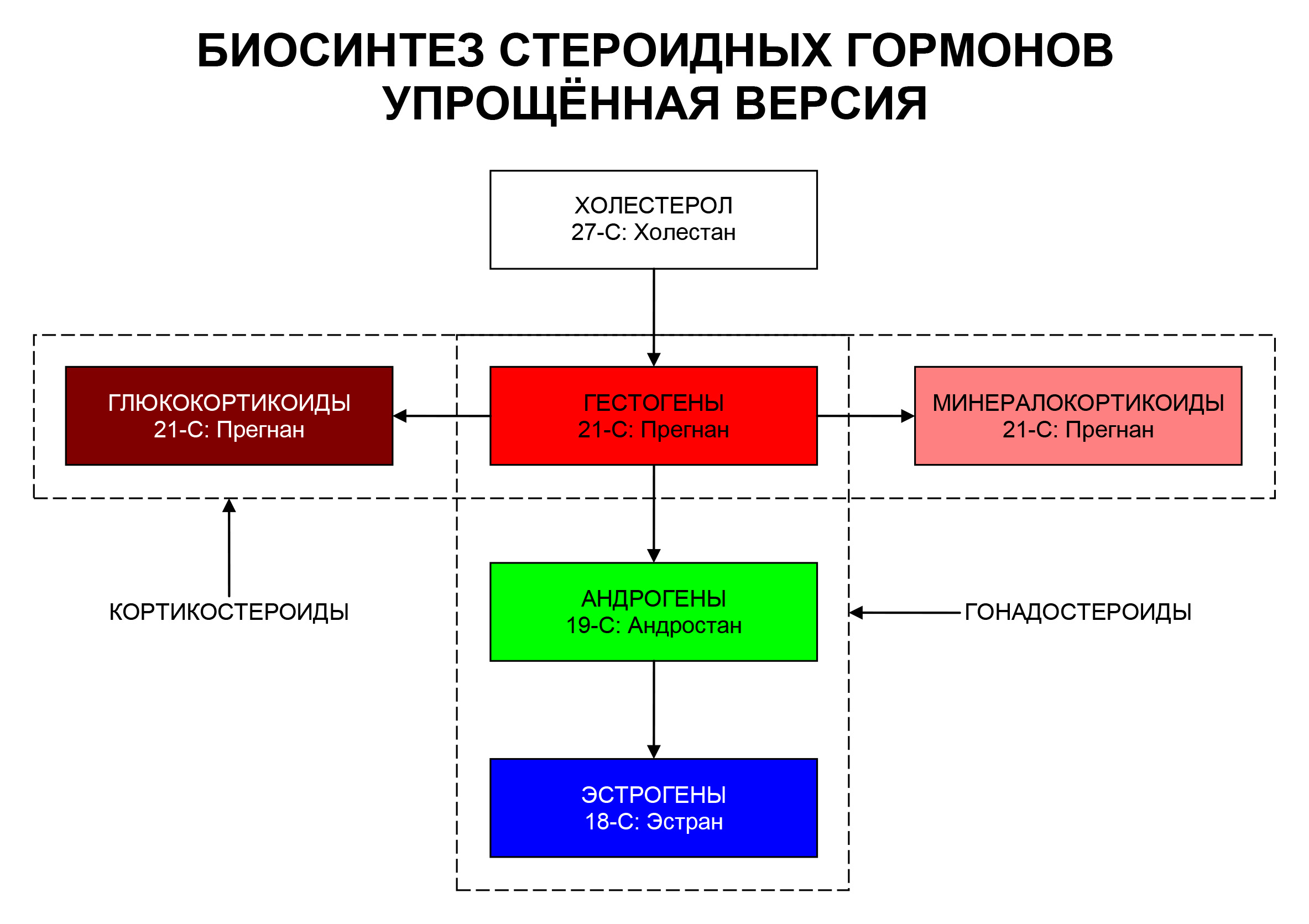

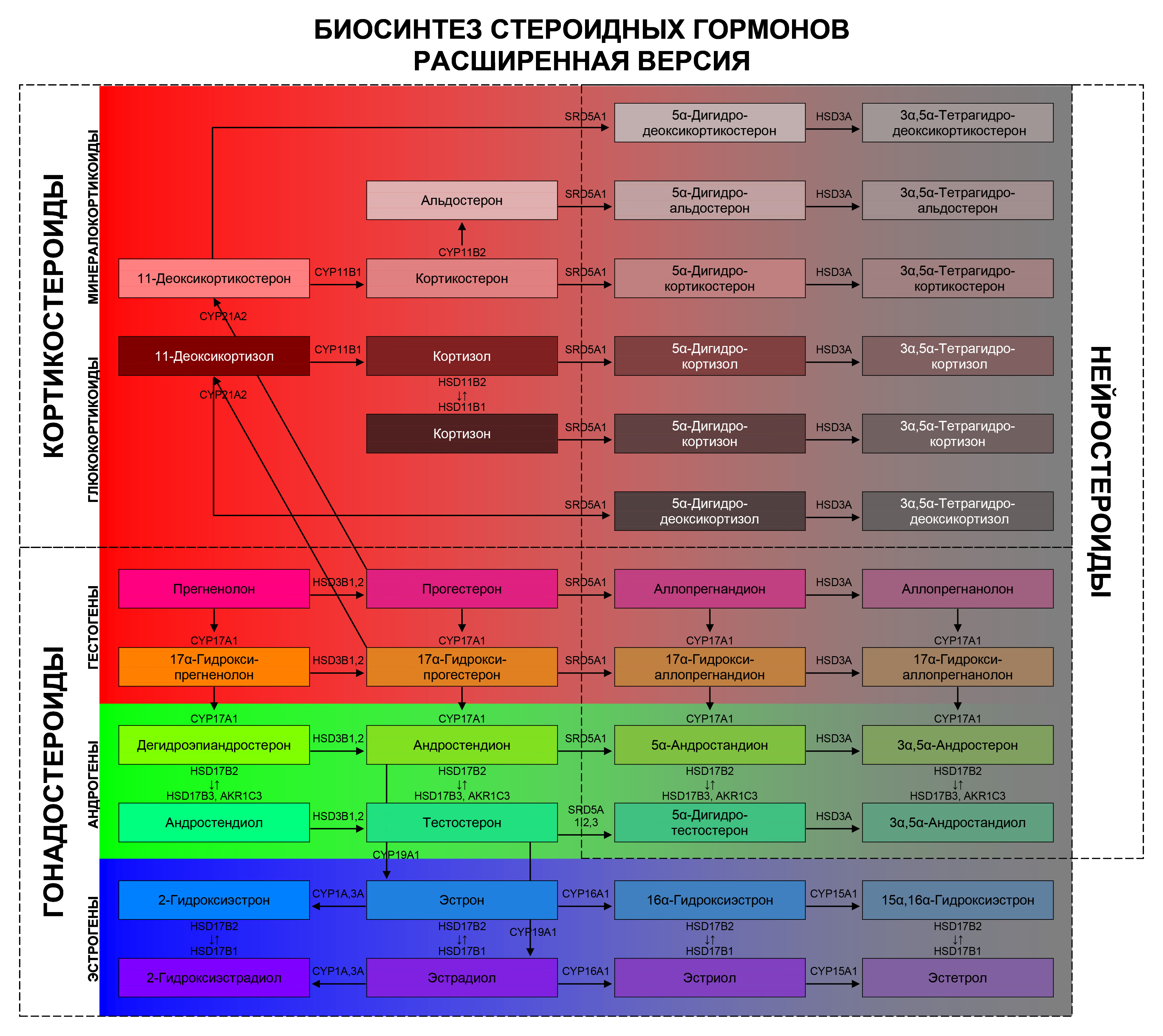

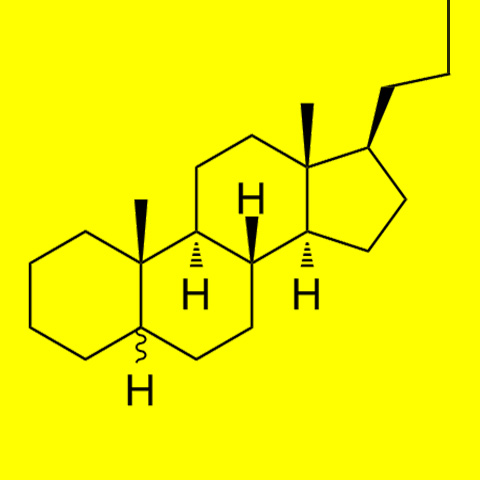
Общая структура кортикостероидов

Кортикостеро́иды (лат. cortex - кора, + стероиды)  — общее собирательное название подкласса стероидных гормонов, производимых исключительно корой надпочечников, но не половыми железами, и не обладающих ни прогестогенной, ни андрогенной, ни эстрогенной активностью, но обладающих в той или иной степени либо глюкокортикоидной, либо минералокортикоидной активностью.

## Классификация кортикостероидов
В зависимости от преобладания глюкокортикоидной или минералокортикоидной активности кортикостероиды подразделяют на: 
- глюкокортикоиды и минералокортикоиды.

Основные глюкокортикоиды, синтезируемые в организме человека — гидрокортизон и кортизон, а минералокортикоид — альдостерон.
Глюкокортико́иды — стероидные противовоспалительные средства, в отличие от нестероидных — ненаркотических анальгетиков (аспирин, индометацин и другие).
Основными показаниями к применению глюкокортикоидов являются: коллагенозы, ревматизм, ревматоидный артрит, бронхиальная астма, острый лимфобластный и миелобластный лейкозы, инфекционный мононуклеоз, нейродермит, экзема и другие кожные болезни, различные аллергические заболевания, гемолитическая анемия, гломерулонефрит, острый панкреатит, вирусный гепатит, профилактика и лечение шока.
Способность глюкокортикоидов подавлять иммунитет (иммунодепрессивное действие) используется при пересадке (трансплантации) органов и тканей для подавления реакции отторжения, а также при различных аутоиммунных заболеваниях.
Минералокортико́иды находят применение при лечении болезни Аддисона, миастении, общей мышечной слабости, адинамии, гипохлоремии и других заболеваний, связанных с нарушением минерального обмена. Кортикостероиды входят в состав многих комбинированных препаратов для местного применения при лечении кожных болезней.
Кроме кортикостероидов, надпочечники производят также прогестины — прогестерон и гидроксипрогестерон, различные андрогены, в основном слабые, и небольшое количество эстрогенов.

## Побочные эффекты
Разнообразие фармакологических эффектов глюкокортикоидов обусловливает не только их высокую терапевтическую ценность, но и возможность появления нежелательных реакций.
Наиболее часто встречающимися побочными действиями глюкокортикоидов являются: задержка натрия и воды с возможным появлением отёков, потеря калия, повышение артериального давления, повышение уровня глюкозы в крови (вплоть до сахарного диабета — его называют стероидным), усиление выделения кальция и остеопороз, замедление процессов регенерации тканей, обострение язвенной болезни, понижение сопротивляемости инфекциям, повышение свёртываемости крови с риском тромбоза, появление угрей, лунообразное лицо, ожирение, нарушение менструального цикла, неврологические расстройства и другие. Следует также учитывать, что слишком длительное применение наружных кортикостероидных гормонов может вызвать серьёзные побочные эффекты: тахифилаксию, атрофию кожи, стрии, развитие грибковых и бактериальных инфекций, аллергии и глаукому.